# Instituto Onça-Pintada

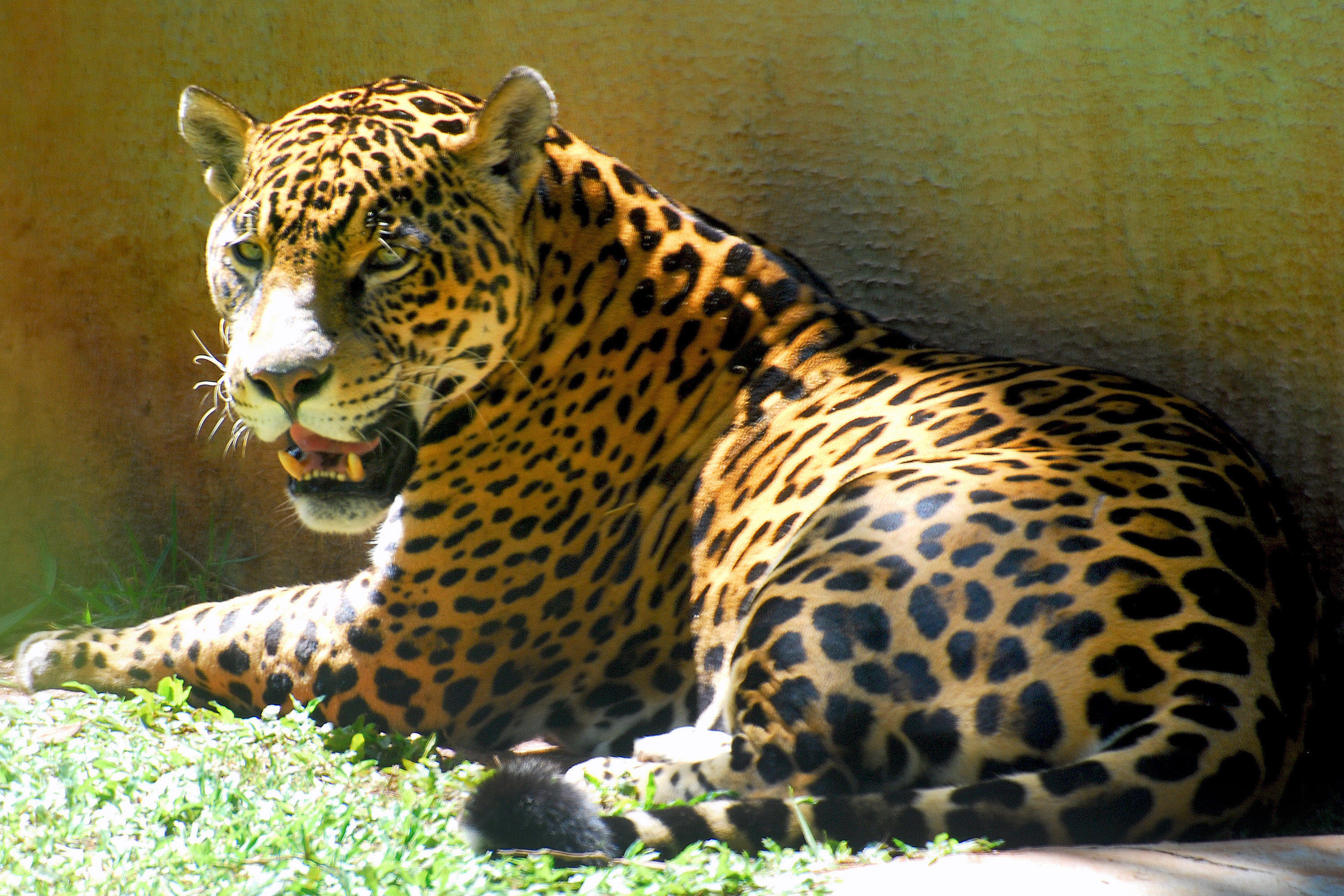
Ejemplar de jaguar.

Jaguar Conservation Fund (JCF); en español: Fondo para la Conservación del Jaguar; en portugués: Instituto Onça-Pintada. fue fundada en el Brasil en junio de 2002 por investigadores con un amplio historial de trabajo dedicado de la especie Panthera onca o jaguar, y tiene como misión “Promover la conservación del jaguar, sus presas naturales y sus hábitats, mediante la investigación y estrategias de conservación”.
Brasil engloba la mayor parte (48%) de la distribución geográfica del jaguar, que se extiende del norte de Argentina hasta el sur de los Estados Unidos1. No obstante, a pesar de ser considerada como amenazada de extinción en el Brasil, hasta la fecha de creación de JCF existían pocos programas dirigidos a la conservación de la especie. Hoy en día, JCF es la única organización no gubernamental (ONG) dedicada exclusivamente a promover la conservación del jaguar. Actualmente desarrolla investigación científica en cuatro Biomas brasileños (Amazonía, Cerrado, Caatinga y Pantanal) y en otros (Mata Atlántica) trabaja en asociación con otras organizaciones.
Las líneas de investigación abarcan programas de monitoreo a largo plazo de las poblaciones de jaguares y sus presas naturales en vida libre, programas de manejo para solucionar los conflictos entre este predador y el productor pecuario, además de otros proyectos de tipo cultural, educativo y social, cuyas acciones contribuyan a la conservación del jaguar, de la biodiversidad y a la reducción de los efectos del calentamiento global. Con el objetivo de facilitar la interacción entre patrocinadores extranjeros y las actividades de JCF en Brasil, en 2004 fue creada en los Estados Unidos la ONG Jaguar Conservation Fund, la cual es una institución sin fines de lucro, con registro 501(C)3.